# ابوالقاسم طبری
ابوالقاسم، اسماعیل طبری (۱۰۸۵–۱۱۴۵م) (نسب: اسماعیل بن احمد بن فضل بن محمد، بصری طبری) محدث ایرانی طبرستانی بود. ابوسعد سمعانی او را از برزگ‌زادگان و «پیشوای پیشتاز برجسته» نامیده است، از خانواده‌ای که در علم حدیث در طبرستان سرآمد بوده‌اند. از پدربزرگش ابوالقاسم فضل سماع حدیث داشته و از شیوخ سمعانی بوده است.